# Aresium Milano
La Aresium Milano, fondata come Basket Arese, è stata una società di pallacanestro di Milano. 
Dopo aver cambiato nome in Ambrosiana e aver svolto una stagione in Serie A1 terminata all'ultimo posto con sole 5 vittorie, la società si sciolse.

## Storia
Nata ad Arese, nell'hinterland del capoluogo lombardo, per poter usufruire di un impianto sportivo più capiente nel 1991 si trasferì a Milano e cambiò di conseguenza denominazione. Lo sponsor storico con cui la squadra è più conosciuta era la Teorematour, ma la società ha avuto anche altri abbinamenti come Blu Club e Breeze.
Gli impianti di gioco furono il Palalido e, in alcune occasioni, il PalaSharp di San Siro.
Promossa in Serie A2 nel 1988, vi disputò sette stagioni, prima della promozione in A1, ottenuta nel 1995 al termine di una serie finale vinta per 3 a 2 contro l'allora Polti Cantù.
Nel 1995-96 giocò due derby in Serie A1 contro la più celebre Olimpia.

## Allenatori in Serie A
- Luigi Bergamaschi (1988-94; 1995-96)
- Fabrizio Frates (1994-95)
- Carlo Recalcati (1995-96)

## Cestisti
- Stefano Agnesi 1992-1996